# Hector Delobbe

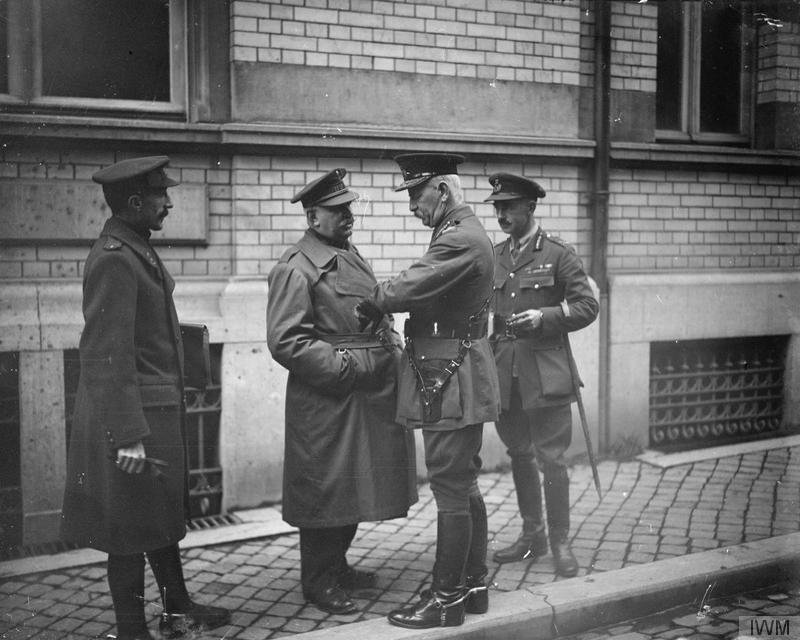
Hector Delobbe im Gespräch mit Richard Haking, ebenfalls Mitglied der Waffenstillstandskommission in Spa (1918)

Hector Delobbe (* 1861; † 1931) war ein belgischer Offizier, zuletzt Generalleutnant. Delobbe diente als Generalstabschef im Hauptquartier der Belgischen Armee. Er war zudem ständiges Mitglied der Internationalen Waffenstillstandskommission in Spa nach dem Ersten Weltkrieg.
Am 9. Juli 1918 wurde ihm vom US-amerikanischen Kongress die „Army Distinguished Service Medal“ verliehen.
In der belgischen Hauptstadt Brüssel gibt es für H. Delobbe eine Gedenkplakette in der Chaussée d’Ixelles.